# イスラーム期のバーリ

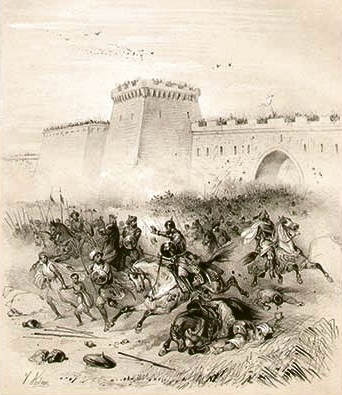
ロドヴィコ2世率いるフランク・ランゴバルド連合軍による871年のバーリ征服

イスラーム期のバーリでは、イタリア南部のバーリに短期間存在したベルベル人イスラム勢力の統治期について述べる。英語ではこの政権はEmirate of Bari (アラビア語: إمارة باري 直訳すれば「バーリ首長国」)とも呼ばれている。バーリは847年から871年にかけてイスラム勢力の支配下に置かれた。これは歴史上南イタリアに存在したイスラム支配としては最長である。

## 歴史

### ムスリムの征服
840年あるいは841年初頭、バーリはイフリーキヤ（北アフリカ）のアグラブ朝の襲撃を受け、短期間占領された。その後東ローマ帝国支配下に戻るが、アフマド・ブン・ヤフヤー・バラーズリーによれば、847年ごろにアグラブ朝に仕えていた使用人あるいは脱走奴隷であるマワーリーのKalfün（خلفون ）という者がバーリを征服した。Kalfünはおそらくベルベル人系で、またシチリア出身であった可能性がある。彼のバーリ征服は主要なイスラーム国家のいずれも関与しておらず、同時代のムスリムからは取るに足らない一事件とみられていた。しかしKalfünの後継者Mufarrag ibn Sallam ( مفرق بن سلام)はバグダードのアッバース朝カリフであるムタワッキルとその配下のエジプト総督に使者を送り、自身をイスラム帝国内の知事であるワーリとして承認するよう求め、認められた。Mufarragはバーリでのムスリムの影響力を強め、自身の領土拡張に努めた。

### バーリの繁栄
857年ごろにMufarragは暗殺され、三代目にして最後の支配者Sawdan（سودان الماوري）が権力を握った。彼はランゴバルド人政権のベネヴェント公国を侵略し、ベネヴェント公アデルキスに貢納を強いた。864年、SawdanはかつてMufarragがカリフに求めていた正式な知事任命を受けた。860年代半ば、ベルナルドという名のフランク人僧が、二人の従者と共にエルサレムへ巡礼する途中バーリに立ち寄った。彼らはSawdanに陳情し、エジプトを通って聖地に至るまでの安全を保証する書類を受け取ることができた。ベルナルドは自らの旅を記録した「ベルナルドの旅程」（ラテン語: Itinerarium Bernardi）で、かつて「ベネヴェント人」に属していたバーリが「サラセン人の都市」(civitatem Sarracenorum)になっていることを記録している。
ヘブライ語年代記のアフマアズ年代記によれば、最後の支配者Sawdanは思慮深い統治者であり、著名なユダヤ人学者アブー・アロンとも良好な関係を持っていた。一方キリスト教徒の修道院の年代記では、彼は「極めて浅ましく邪悪な」(nequissimus ac sceleratissimus)人物として描写されている。確かに彼の時代にもキリスト教徒やユダヤ教徒に対するムスリムの攻撃はやまなかったが、この時点でのバーリは高い水準の文明が花開いていた証拠が残っている。イタリアの歴史家ジョズエ・ムスカは、バーリのムスリム政権が周辺の経済に大きな恩恵をもたらし、奴隷貿易、ワイン貿易、陶器貿易が繁栄したとしている 。 Sawdanの時代のバーリは、モスクや宮殿が立ち並び、公共事業が展開され繁栄する街になっていた。

### キリスト教諸侯との関係
859年、Sawdanがカプアやテッラ・ディ・ラヴォロを攻撃した際、スポレート公ランベルト1世が、マルシ伯ゲラルド、テレーゼのゲスタルドのマイエルポト、ボヤーノのゲスタルドのヴァンデルベルトと共に出陣し、Sawdanのバーリ帰還を妨げようとした。凄惨な戦闘が起きたが、Sawdanはバーリに入ることができた。
長期にわたりバーリを支配するムスリム政権は、周辺のキリスト教国とも外交関係を持つようになった。サレルノ年代記(Chronicon Salernitanum)によれば、サレルノに来たバーリの使節(legati) が司教の邸宅に滞在することになり、司教を狼狽させたという。またバーリには、皇帝ロドヴィコ2世の政敵だったあるスポレート人が逃げ込んだこともあった。865年、おそらくイタリア内にムスリム国家が存在することを不愉快に感じていた教会の圧力により、ロドヴィコ2世は教令を出して866年春にルチェーラへ北イタリアの戦士を集め、バーリを攻撃することになった。同時代の文献には、この軍勢がバーリへ進撃したのか否かさえ記録されていない。同年夏ごろのロドヴィコ2世は皇后とカンパニアを旅しており、改めてランゴバルド諸公（ベネヴェント公アデルキス、サレルノ公Guaifer、カプア公ランドゥルフ2世）からバーリ攻撃を強く要請された。

### ロドヴィコ2世の南イタリア遠征
867年春になり、ロドヴィコ2世はようやく行動を起こした。彼は最近占領されたばかりのマテーラとオーリアを次々と包囲し、前者を焼き払った。オーリアは、ムスリムによる征服以前はよく繁栄していた。そのため歴史家のバルバラ・クロイツは、マテーラがロドヴィコ2世に抵抗したのに対しオーリアは彼を歓迎し、それゆえ前者が焼かれたのだと推測している。この遠征により、南イタリアにおけるムスリムの一大拠点であったバーリとターラントの間の連絡が絶たれた。ロドヴィコ2世はベネヴェントとバーリの間の最前線であるカノーザに要塞を築いたが、彼自身は868年3月までにベネヴェントへ引き返した。おそらくこれは、ロドヴィコ2世が東ローマ帝国の新皇帝バシレイオス1世との交渉を始めたことと関係している。ロドヴィコ2世の娘をバシレイオス1世の長男コンスタンティノスに嫁がせる見返りに、ロドヴィコ2世のバーリ征服を東ローマ海軍が支援するという取引交渉が行われた可能性がある。この交渉でロドヴィコ2世とバシレイオス1世のどちらが主導権を握っていたのかについては、サレルノ年代記には一貫性のある記述がない。
両帝国の合同遠征は869年夏に行われることになり、ロドヴィコ2世は場合によっては7月までベネヴェントにとどまることにした。東ローマ帝国からは、ニケタス・オオリュファス率いる艦隊（サンベルタン年代記の記述を信じれば400隻）が到着した。彼らはロドヴィコ2世が直ちに娘を引き渡してくれると想定していた。しかしロドヴィコ2世は娘の引き渡しを拒否した。理由は定かではないが、ニケタスがロドヴィコ2世の帝号を否定する言動を行ったためである可能性がある。というのも、ロドヴィコ2世は書簡でニケタスの「無礼な行動」に言及しているためである。ただ一方で、東ローマ艦隊が単にあまりにも遅く、秋になって到着したことも理由となった可能性がある。

### ムスリム政権の滅亡
870年、バーリのムスリムはガルガーノ半島まで至る大略奪遠征をおこない、モンテ・サンタンジェロの聖域を侵した。これに対しロドヴィコ2世は報復遠征をおこない、プッリャやカラブリアの奥深くまで侵攻した。ただ、バーリやターラントなどの人口密集地は避けて通った。遠征軍は数都市をムスリムの支配から解放し、遭遇したムスリム部隊をすべて打ち破った。おそらくこの成功で自信を持ったロドヴィコ2世は、フランク人、ドイツ人、ランゴバルド人の陸軍と、クロアチアのスクラヴェニ人の艦隊の支援によりバーリを攻撃した。871年2月、バーリの要塞は陥落し、Sawdanは捕らえられベネヴェントの牢に繋がれた。後の東ローマ皇帝コンスタンティノス7世は『帝国統治論』の中で、バーリ攻略の際に東ローマ軍が主要な役割を果たしたと述べているが、おそらくこれはでっち上げである。

## 支配者の一覧
- Kalfün（خلفون）、841年–852年ごろ
- Mufarrag ibn Sallam（مفرق بن سلام）、852年ごろ–857年ごろ
- Sawdan Al-Mawri（سودان الماوري）、857年ごろ–871年ごろ

### 一次史料
以下はInstitut für Mittelalter Forschungのランゴバルド史史料集の一部である。
- Chronica Sancti Benedicti Casinensis
- Chronicon Salernitanum
- Erchempert. Historiola

- English translation: 771年バーリ攻略後のロドヴィコ2世からバシレイオス1世に宛てて書かれた書簡（英訳）

### 二次史料
- Di Branco, Marco; Wolf, Kordula. (2013) "Berbers and Arabs in the Maghreb and Europe, medieval era". The Encyclopedia of Global Human Migration, ed. Immanuel Ness, vol. 2. Chichester, pp. 695–702.
- Kreutz, Barbara M. (1996) Before the Normans: Southern Italy in the Ninth and Tenth Centuries. Philadelphia: University of Pennsylvania Press. ISBN 0-8122-1587-7.
- Musca, Giosuè (1964). L'emirato di Bari, 847–871. (Università degli Studi di Bari Istituto di Storia Medievale e Moderna, 4.) Bari: Dedalo Litostampa.
  - Drew, K. F. (1965) Review of L'emirato di Bari, 847–871, Giosuè Musca. The American Historical Review, 71:1 (Oct.), p. 135.
  - Krueger, Hilmar C. (1966) Review of L'emirato di Bari, 847–871, Giosuè Musca. Speculum, 41:4 (Oct.), p. 761.